# Radošovice (district de Strakonice)
Pour les articles homonymes, voir Radošovice.
Radošovice (jusqu'en 1924 : Radšovice ; en allemand : Ratschowitz) est une commune du district de Strakonice, dans la région de Bohême-du-Sud, en République tchèque. Sa population s'élevait à 664 habitants en 2020.

## Géographie
Radošovice est arrosée par la Volyňka, un affluent de l'Otava, et se trouve à 4 km au sud du centre de Strakonice, à 52 km au nord-ouest de České Budějovice et à 102 km au sud-sud-ouest de Prague.
La commune est limitée par Mutěnice et Strakonice au nord, par Nebřehovice et Miloňovice à l'est, par Milejovice et Hoštice au sud, et par Strunkovice nad Volyňkou et Přední Zborovice à l'ouest.

## Histoire
La première mention écrite du village date de 1243.